# Liga Búlgara de Basquetebol de 2019-20
A Temporada da Liga Búlgara de Basquetebol de 2019-20, oficialmente Национална баскетболна лига por razões de patrocinadores é a 79ª edição da competição de primeiro nível do basquetebol masculino na Bulgária. A equipe do Balkan Botevgrad defende seu título.

## Clubes participantes
| Clube              | Cidade       | Arena                   | Capacidade |
| ------------------ | ------------ | ----------------------- | ---------- |
| Academic Bultex 99 | Plovdiv      | Arena Sila              | 1 000      |
| Balkan Botevgrad   | Botevgrad    | Arena Botevgrad         | 4 500      |
| BC Beroe           | Stara Zagora | Municipal Hall          | 800        |
| Cherno Vara        | Varna        | Palácio de Esportes     | 5 000      |
| Levski Sofia       | Sófia        | Pavilhão da Universíada | 4 000      |
| Lukoil Academic    | Sófia        | Sport Complex Pravets   | 550        |
| Rilski Sportist    | Samokov      | Arena Samokov           | 3 000      |
| Spartak Pleven     | Pleven       | Pavilhão Balkanstroy    | 1 500      |
| Yambol             | Iambol       | Pavilhão Diana          | 3 000      |
| Chernomorets       | Burgas       | Pavilhão Boycho Branzov | 1 000      |

## Tabela

### Rodadas 1 a 18
| ↓ Casa\Visitante → | PLV   | BAL    | BER    | CVA     | LEV    | ACA    | RIL    | SPA    | YAM    | CHE    |
| ------------------ | ----- | ------ | ------ | ------- | ------ | ------ | ------ | ------ | ------ | ------ |
| Academic Bultex 99 |       | 73-82  | 91-63  | 92-89   | 81-107 | 88-70  | 91-95  | 79-70  | 116-78 | 95-68  |
| Balkan Botevgrad   | 83-64 |        | 86-94  | 101-66  | 77-71  | 101-78 | 85-83  | 100-75 | 112-86 | 83-70  |
| BC Beroe           | 94-75 | 65-75  |        | 86-85   | 65-84  | 103-75 | 90-86  | 91-77  | 110-76 | 101-61 |
| Cherno Vara        | 71-65 | 67-88  | 79-89  |         | 62-82  | 85-64  | 93-96  | 88-81  | 93-79  | 99-87  |
| Levski Sofia       | 96-64 | 73-76  | 85-76  | 100-60  |        | 101-69 | 83-50  | 96-77  | 92-62  | 117-83 |
| Lukoil Academic    | 87-83 | 88-102 | 71-83  | 84-81   | 77-94  |        | 72-106 | 77-76  | 97-73  | 99-94  |
| Rilski Sportist    | 91-68 | 93-94  | 78-75  | 108-92  | 89-95  | 95-86  |        | 92-75  | 93-64  | 115-68 |
| Spartak Pleven     | 97-85 | 77-100 | 76-102 | 85-87   | 75-109 | 86-87  | 91-109 |        | 84-59  | 96-91  |
| Yambol             | 66-81 | 74-85  | 82-93  | 74-88   | 59-97  | 83-84  | 66-120 | 99-97  |        | 73-70  |
| Chernomorets       | 84-81 | 79-88  | 72-122 | 107-104 | 52-95  | 84-86  | 75-98  | 83-79  | 114-79 |        |

## Playoffs
|  | Quartas de final | Quartas de final | Quartas de final |  |  | Semifinais | Semifinais | Semifinais |  |  | Final | Final | Final |
|  |                  |                  |                  |  |  |            |            |            |  |  |       |       |       |
|  |                  |                  |                  |  |  |            |            |            |  |  |       |       |       |
|  | 1                |                  |                  |  |  |            |            |            |  |  |       |       |       |
|  | 8                |                  |                  |  |  |            |            |            |  |  |       |       |       |
|  |                  |                  |                  |  |  |            |            |            |  |  |       |       |       |
|  |                  |                  |                  |  |  |            |            |            |  |  |       |       |       |
|  |                  |                  |                  |  |  |            |            |            |  |  |       |       |       |
|  | 4                |                  |                  |  |  |            |            |            |  |  |       |       |       |
|  |                  |                  |                  |  |  |            |            |            |  |  |       |       |       |
|  | 5                |                  |                  |  |  |            |            |            |  |  |       |       |       |
|  |                  |                  |                  |  |  |            |            |            |  |  |       |       |       |
|  |                  |                  |                  |  |  |            |            |            |  |  |       |       |       |
|  | 2                |                  |                  |  |  |            |            |            |  |  |       |       |       |
|  | 7                |                  |                  |  |  |            |            |            |  |  |       |       |       |
|  |                  |                  |                  |  |  |            |            |            |  |  |       |       |       |
|  |                  |                  |                  |  |  |            |            |            |  |  |       |       |       |
|  |                  |                  |                  |  |  |            |            |            |  |  |       |       |       |
|  | 3                |                  |                  |  |  |            |            |            |  |  |       |       |       |
|  |                  |                  |                  |  |  |            |            |            |  |  |       |       |       |
|  | 6                |                  |                  |  |  |            |            |            |  |  |       |       |       |

#### Quartas de final
| Time 1 | Série | Time 2 | 1º Jogo | 2º Jogo | 3º Jogo | 4º Jogo | 5º Jogo |
| ------ | ----- | ------ | ------- | ------- | ------- | ------- | ------- |
|        | -     |        |         |         |         |         |         |
|        | -     |        |         |         |         |         |         |
|        | -     |        |         |         |         |         |         |
|        | -     |        |         |         |         |         |         |

#### Semifinal
| Time 1 | Série | Time 2 | 1º Jogo | 2º Jogo | 3º Jogo | 4º Jogo | 5º Jogo |
| ------ | ----- | ------ | ------- | ------- | ------- | ------- | ------- |
|        | -     |        |         |         |         |         |         |
|        | -     |        |         |         |         |         |         |

#### Final
| Time 1 | Série | Time 2 | 1º Jogo | 2º Jogo | 3º Jogo | 4º Jogo | 5º Jogo |
| ------ | ----- | ------ | ------- | ------- | ------- | ------- | ------- |
|        | -     |        |         |         |         |         |         |

### Premiação
| NBL de 2019-20 |
| -------------- |
| ?º Título      |

## Supercopa da Bulgária de 2019
| 03 de outubro de 2019 18:00 UTC+4 | relatório | Balkan Botevgrad | 71–82 | Levski Sofia |  | Arena Botevgrad, Botevgrad |  |

### Premiação
| SuperCopa da Bulgária de 2019 |
| ----------------------------- |
| Levski Sofia 2º Título        |

## Clubes alemães em competições europeias
| Clube              | Competição        | Resultado                                                                 |
| ------------------ | ----------------- | ------------------------------------------------------------------------- |
| Balkan Botevgrad   | Liga dos Campeões | Eliminado na 1ª Ronda de classificação por Södertälje Kings (79-64;74-82) |
| Balkan Botevgrad   | Copa Europeia     | Grupo G                                                                   |
| BC Beroe           | Copa Europeia     | Eliminado na Fase Classificatória por ZZ Leiden (86-71;86-108)            |
| Levski Sofia       | Copa Europeia     | Grupo F                                                                   |
| Academic Bultex 99 | Copa Balcânica    |                                                                           |